# Penstemon rostriflorus
Espèce
Penstemon rostriflorus  est une espèce de plantes de la famille des Plantaginacées, originaire d'Amérique du Nord. Elle est connue sous le nom de  Bridge Beardtongue ou encore  Scarlet Beardtongue en anglais. 

## Description
Cette espèce est pérenne et peut atteindre 1m de hauteur. Les fleurs sont généralement de couleur rouge.